# Stefano Mammarella
Stefano Mammarella, né le 2 février 1984 à Chieti, est un gardien international italien de futsal.
Considéré comme un des meilleurs gardien de futsal de l'histoire, il est le portier le plus capé de l'histoire de l'équipe d'Italie.
Il est le second joueur le plus élu meilleur gardien du monde aux Futsal Awards derrière Leo Higuita.

## Biographie

### En club
Stefano Mammarella débute dès ses six ans en tant que gardien de but. À quinze ans, il quitte laisse le football pour le futsal.

### En équipe nationale
En 2008, Stefano Mammarella fait des débuts avec l'équipe d'Italie de futsal FIFA.
En février 2012, Stefano Mammarella et l'Italie termine troisième de l'Euro. Le gardien inscrit même le dernier but italien de la compétition dans le match pour la troisième place contre l'équipe hôte croate. Il décroche ensuite le Gant d'Or Adidas de meilleur gardien de la Coupe du monde de 2012, aussi terminée sur la troisième marche du podium.
Auteur d'une erreur contre la Slovénie (défaite 2-3) dans le premier match du Championnat d'Europe 2014, le portier se rattrape lors du second match avec un but inscrit face à l'Azerbaïdjan (7-0). L'Italie remporte le tournoi.
Stefano Mammarella est le gardien de but le plus capé de l'histoire de la Squadra Azzurra.

## Palmarès
En 2014, Stefano Mammarella est sacré champion d'Europe avec l'Italie. En fin d'année, il devient le premier gardien à être sacré trois fois meilleur portier du monde au Futsal Awards.
Il est aussi élu meilleur gardien de la Coupe du monde 2012 et du Championnat d'Europe 2014.
| -         | Monde | Europe | Italie |
| --------- | --- | --- | --- |
| Collectif | - Coupe du monde - Troisième : 2012 | - Championnat d'Europe (1) - Vainqueur : 2014 - Troisième : 2012 - Ligue des champions UEFA (1) - Vainqueur : 2011 (Montesilvano) | - Championnat d'Italie (2) - Champion : 2010 (Montesilvano) et 2018 (Acqua) - Coupe d'Italie (3) - Vainqueur : 2014, 2018 et 2019 (Acqua) - Supercoupe d'Italie (2) - Vainqueur : 2014 et 2018 (Acqua) |
| Personnel | - Meilleur gardien Futsal Awards (3) - Vainqueur : 2011, 2012 et 2014 - Troisième : 2015 - Coupe du monde (1) - Meilleur gardien : 2012 | - Championnat d'Europe (1) - Meilleur gardien : 2014                                                                              | |